# Alexander Ivanovich Ostermann-Tolstoi
El conde Aleksandr Ivánovich Ostermann-Tolstói (Osterman-Tolstoy; ruso: Алекса́ндр Ива́нович Остерма́н-Толсто́й, romanizado: Aleksandr Ivánovich Osterman-Tolstói; 1770 - 12 de febrero de 1857) fue un noble y militar ruso de la época de las Guerras Revolucionarias Francesas. Pertenecía a la célebre familia Tolstói.

## Biografía
El conde Aleksandr Ivánovich Osterman-Tolstói era hijo del teniente general Iván Matvéievich Tolstói (1746-1808) y de su esposa Agrafena Ilyínichna, de soltera Bíbikova, "de antigua estirpe tártara", lo que, según otro miembro de la familia, el historiador Nikolái Tolstói, "puede explicar la tez oscura de Aleksandr".
Comenzó su servicio militar durante la guerra turco-rusa de 1787-1791. En 1796, sus dos tíos abuelos sin hijos, Fiódor e Iván Osterman, hermanos de su abuela paterna, le dieron su apellido, el título de conde y una gran fortuna. El conde Osterman-Tolstói no abandonó el servicio militar. En 1798, ya era general de división, y llegó a teniente general en 1805.
Participó en todas las grandes batallas rusas de las guerras napoleónicas de 1805-1814. A su regreso de la campaña en el norte de Alemania en 1805, fue nombrado gobernador de San Petersburgo. Desempeñó un papel clave en la batalla de Czarnowo la noche y la mañana siguiente del 23 al 24 de diciembre de 1806. En 1811, heredó el título de conde Osterman de su tío abuelo sin descendencia, Ivan Osterman, el último de la línea Osterman. Durante 1812-1814 mandó un cuerpo de ejército, distinguiéndose en la batalla de Ostrovno el 25 de julio de 1812 y en la batalla de Kulm el 29-30 de agosto de 1813. Participó en las campañas de 1812 como comandante del 4º Cuerpo de Ejército, bajo el mando general de Johann von Klenau. Osterman-Tolstoi fue herido en la batalla de Bautzen (21-22 de mayo de 1813), antes de combatir en Dresde, estar de nuevo en Dresde y en la batalla de Leipzig. Su cuerpo defendió los desfiladeros de las montañas de Bohemia y capturó al general Vandamme. Durante la batalla el conde perdió la mano izquierda, como dijo el emperador Alejandro I, "sacrificando su mano nos compró la victoria".
En 1815, Osterman-Tolstoi tuvo una breve misión diplomática en París. En 1817 fue nombrado general de infantería.
El conde Osterman-Tolstoy permaneció en activo hasta 1826, tras la muerte de Alejandro I se retiró y comenzó a viajar por Europa y Oriente Próximo en compañía del erudito Jakob Philipp Fallmerayer. En 1831 fue asesor militar de Ibrahim-pasha en Egipto y participó en acciones contra los turcos.
Nunca regresó a Rusia y compartía su tiempo entre Italia y Suiza. Le encantaban las bromas pesadas y los engaños. Según sus contemporáneos, era "una persona notable y original, que se distinguía por su franqueza y generosidad". Incluso entre sus célebres contemporáneos se le podía destacar. Intrépido, valiente y resistente en la batalla eran sus características como militar".
El conde Osterman-Tolstoi estuvo casado con la princesa Elisabeth Alexeevna Galitzine (1779-1853) desde 1799; no tuvieron hijos. Tuvo amantes extranjeras y muchos hijos ilegítimos. Existe un grabado, publicado en Pisa en 1827, en el que se representa al conde Osterman-Tolstoi sentado junto a un cochecito con un bebé dormido y dos niños mayores jugando cerca; la inscripción dice: "Je me flatte que c'est les derniers faries (sic). A 55 ans il est temps de faire la clôture.' (Me halago pensando que es mi última extravagancia. A los 55 años hay que parar).
Osterman-Tolstoi se instaló finalmente en Le Petit-Saconnex, en Ginebra (Suiza), en 1837, donde murió en 1857.